# Pęcherzyk jajnikowy

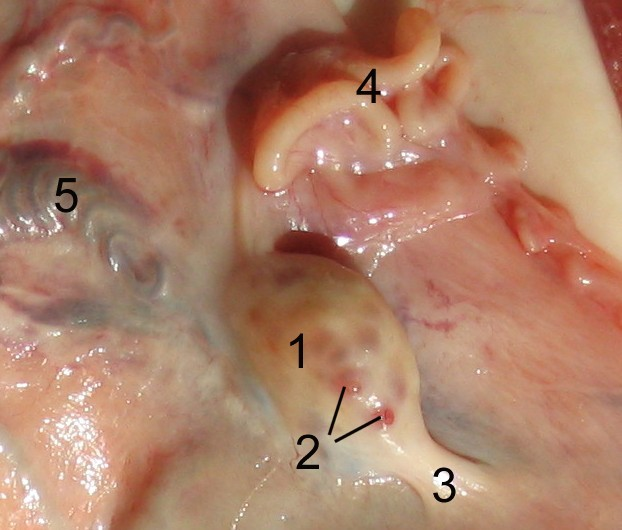
Pęcherzyki jajnikowe u maciorki (nr 2)

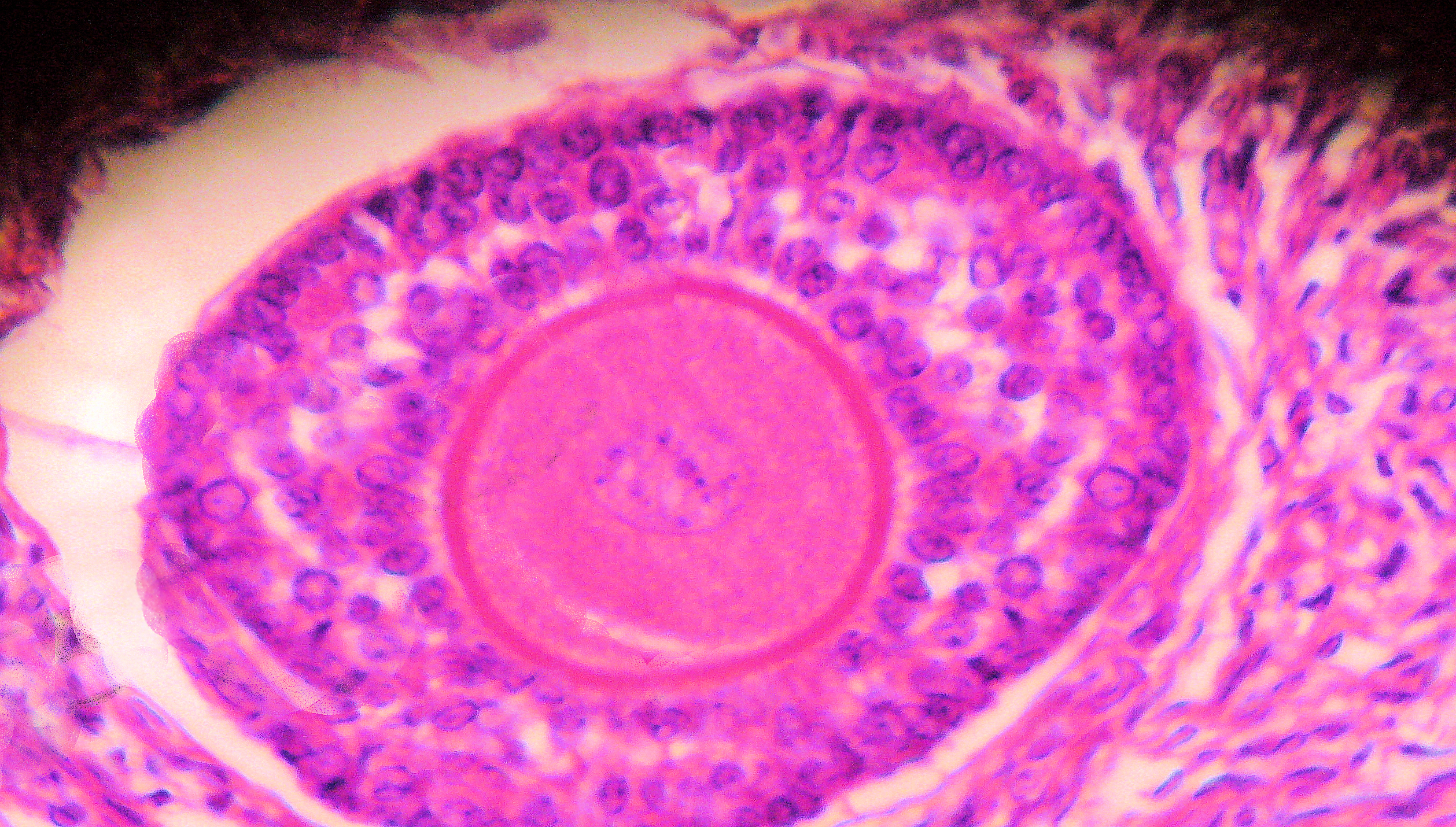
Ludzki pęcherzyk jajnikowy (pęcherzyk wzrastający)

Pęcherzyk jajnikowy – pęcherzyk wypełniający zewnętrzną warstwę jajnika, zawierający oocyt wraz z komórkami towarzyszącymi. U samicy człowieka rozumnego w chwili narodzin jajniki zawierają od 1 do 2 mln pęcherzyków, jednakże tylko ok. 500 z nich dojrzewa w okresie między pokwitaniem a przekwitaniem (menakme), po którym pęcherzyki zanikają. Przed owulacją komórki pęcherzyków wytwarzają estradiol, zaś po owulacji reszta komórek przemienia się w ciałko żółte.

## Rozmiar
Pęcherzyki jajnikowe osiągają różne rozmiary, w zależności od gatunku. Przykładowe rozmiary pęcherzyków jajnikowych:
- świnia: 7–8 mm[4]
- maciorka: ok. 10 mm[a][5]
- człowiek: ok. 15 mm[6]
- krowa: 16–19 mm[b][7]
- klacz: od 10–30[c] do 50–60 mm[b][8].

## Dojrzewanie

### Pęcherzyk pierwotny
Pęcherzyk jajnikowy zawiera początkowo komórkę jajową[wymaga weryfikacji?] o jasnej cytoplazmie. Cykl dojrzewania pęcherzyków rozpoczyna się wraz z powstaniem oogonii, która, otoczona jedną warstwą komórek pęcherzykowych, zwanych też pęcherzykowatymi lub ziarnistymi, tworzy pęcherzyk pierwotny, leżący najbliżej powierzchni jajnika. W czasie dwukrotnego zwiększenia rozmiarów oogonii, zwanej od tego momentu oocytem I rzędu, komórki pęcherzykowe dokonują podziału, w wyniku którego tworzą nabłonek wielowarstwowy, który wraz z oogonią nosi nazwę oocytu II rzędu.

### Pęcherzyk wzrastający
Oocyt I rzędu zwiększa swoją objętość i jest otoczony osłonką. W pęcherzyku występuje wiele warstw komórek ziarnistych. Cały pęcherzyk otoczony jest osłonką pęcherzyka.

### Pęcherzyk dojrzały (Graafa)

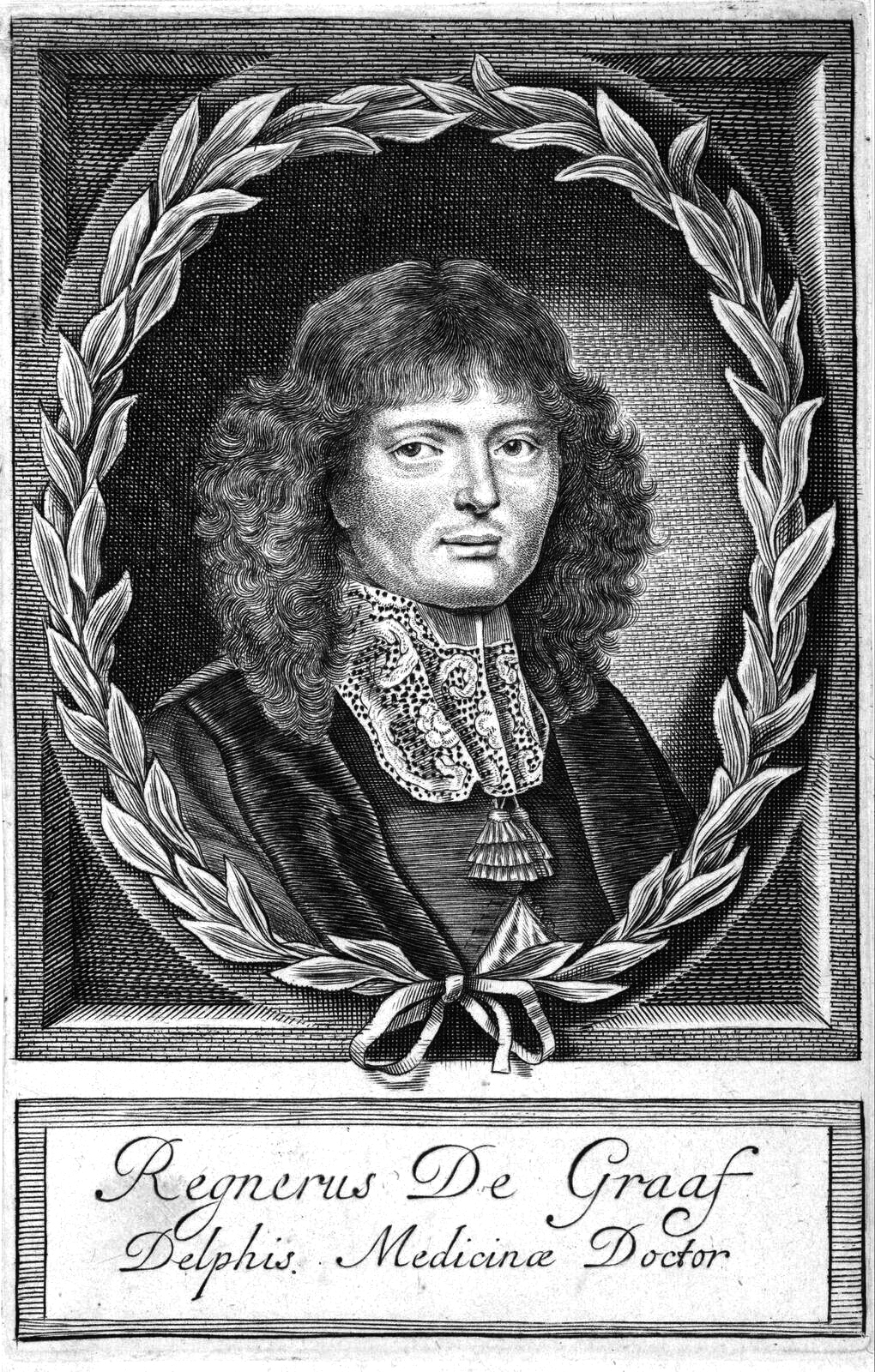
Regnier de Graaf – odkrywca pęcherzyków jajnikowych

Pęcherzykiem dojrzałym (Graafa) nazywany jest oocyt II rzędu otoczony komórkami odżywczymi (wieniec promienisty, łac. corona radiata) wraz z płynem pęcherzykowym. Pęcherzyk pierwotny wzrasta oraz rozwija się w pęcherzyk Graafa (łac. folliculi ovarici vesiculosi) dzięki działaniu hormonów tarczycy oraz hormonu folikulotropowego, którego antagonistą jest prolaktyna (jej nadmierne wydzielanie w okresie laktacji hamuje sekrecję hormonu folikulotropowego).
Oocyt w pęcherzyku Graafa zlokalizowany jest na wzgórku jajonośnym. Pęknięcie pęcherzyka Graafa pod wpływem ciśnienia płynów wewnątrz niego powoduje powstanie ubytku, który wypełnia się krwią pochodzącą z sąsiednich, uszkodzonych naczyń krwionośnych. Skrzepnięta krew tworzy ciałko czerwone (łac. corpus rubrum). Zbliznowacenie łącznotkankowe ubytku oraz wzrost osłonki i komórek pęcherzykowych, w których dochodzi do gromadzenia się progesteronu, doprowadza do powstania ciałka żółtego (łac. corpus luteum), które w czasie ciąży, jako ciałko żółte ciążowe, hamuje rozwój dalszych pęcherzyków Graafa. W przypadku braku zapłodnienia ciałko żółte menstruacyjne zanika pozwalając na rozwój kolejnych pęcherzyków Graafa. Niezależnie od tego, ciałko żółte przeradza się w ciałko białawe (łac. corpus albicans) wskutek zastąpienia przez tkankę chrzęstną włóknistą. Liczba pękniętych pęcherzyków Graafa u samic świń parzonych z dwoma samcami jest większa niż u samic kojarzonych tylko z jednym partnerem.